# القرون (حفاش)

تعديل مصدري - تعديل

القرون هي إحدى قرى عزلة الذارى بمديرية حفاش التابعة لمحافظة المحويت، بلغ تعداد سكانها 143 نسمة حسب تعداد اليمن لعام 2004.